# 怡保国际机场
怡保国际机场，官方名称为苏丹阿兹兰沙国际机场，是马来西亚霹靂州唯一的国际机场，位于怡保的昆仑喇叭，离怡保市中心约6公里。此机场于1981年正式启用。其名称来自霹雳第三十五任苏丹、马来西亚第九任最高元首苏丹阿兹兰沙。

## 历史
1981年，原本用于私人小型飛機的機場而演變成今日可以讓波音737型中型飛機起落的國際機場。由于馬來西亞高速公路的發達﹐使到原本每日飛往吉隆坡航班的乘客大量流失也因此被逼停飛。加上滑行跑道只能讓中型飛機降落而國際大型飛機因此不能使用該機場。廉航航空亞洲航空也曾經飛往位於靠近新加坡的馬來西亞南邊城市新山的士乃國際機場﹐希望能讓在新加坡工作的馬來西亞公民簡短7小時車程就能回到怡保。可是由于從新加坡到新山國際機場是有段距離而缺少乘客也被逼停飛。也有許多次﹐當地的團體﹐華商都希望州政府能延長跑道而讓大型國際航班降落或搬遷到新地點而讓擁有200萬人口的州屬有一個機場。由于怡保機場座落在市中心﹐如果延長跑道需要拆除週邊的大量房屋使到會使用大量的資金。加上新機場的候選地點離開怡保比較遠而把整個計劃都閣下了。2009年2月霹靂州政府再次和馬來西亞廉航飛螢航空談判飛往新加坡的國際航班並取得成功。怡保國際機場2009年9月開始再次的提供每日一航班飛往新加坡。
2019年11月27日，怡保直飞广州航班起航，但后来因乘客量减少，12月18日暂时停飞。

## 未来发展
2009年8月馬來西亞交通部部長翁詩杰答應撥款1億2千萬马币延長跑道而讓大型國際航班降落。原本每星期4航班飛往新加坡的飛螢航空也開為每日航班。廉價航空的捷星航空和亞洲航空也有意提供飛往新加坡的航班。近期內霹靂州政府也積極的回復飛往印尼北苏门答腊省首府棉兰市的航班。怡保約接近100萬人口的百分之75%是廣東或客家人﹐加上廣東話是主要語言﹐所以政府有意延長跑道後提供飛往香港的航班。

## 航空公司與目的地

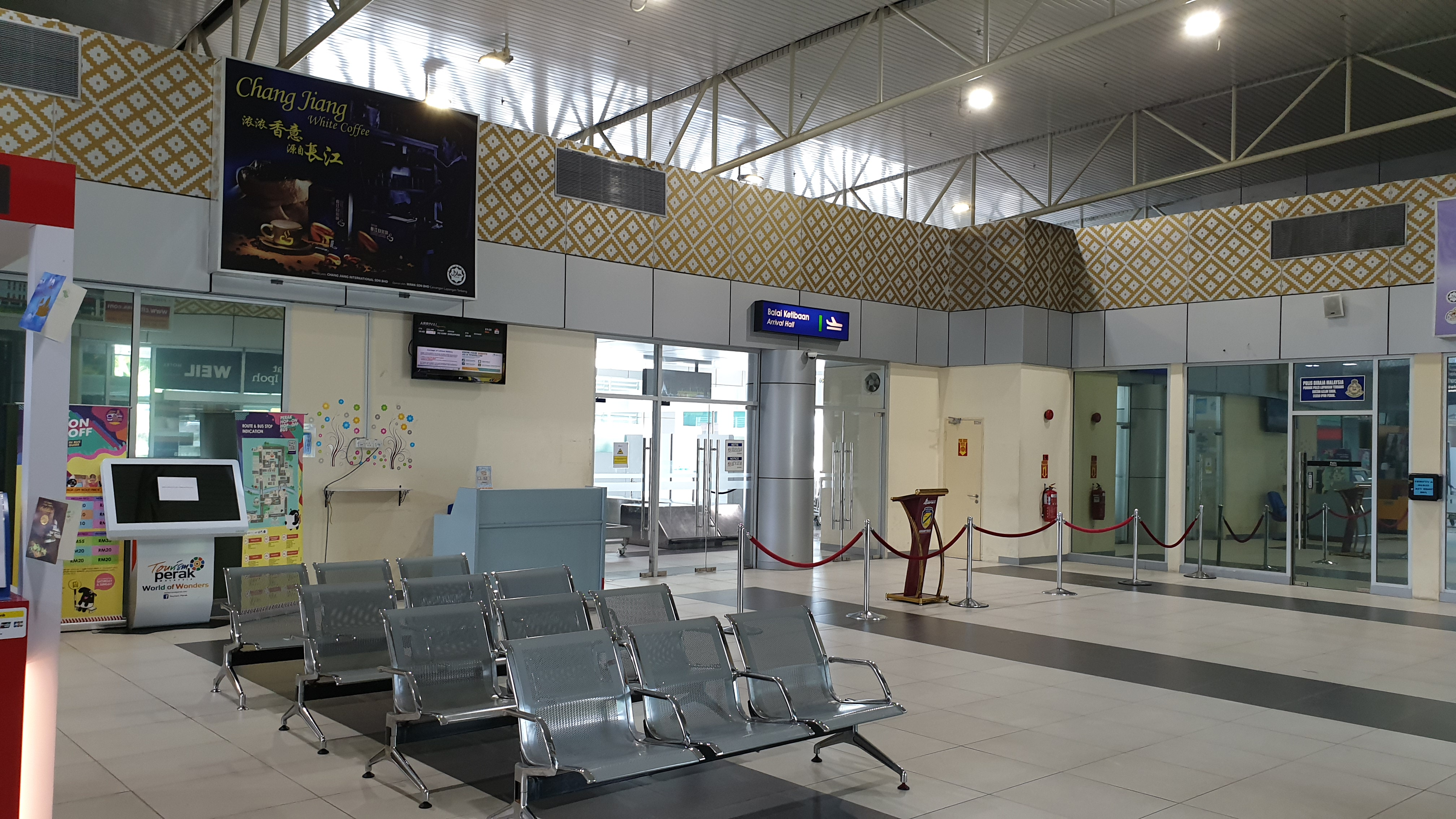
到达大厅

### 客運
| 航空公司 | 目的地         |
| -------- | -------------- |
| 亞航     | 新山、新加坡   |
| 马印航空 | 新山、棉兰     |
| 酷航     | 新加坡         |
| 马航     | 广州（已暂停） |